# عمارة درفيدية

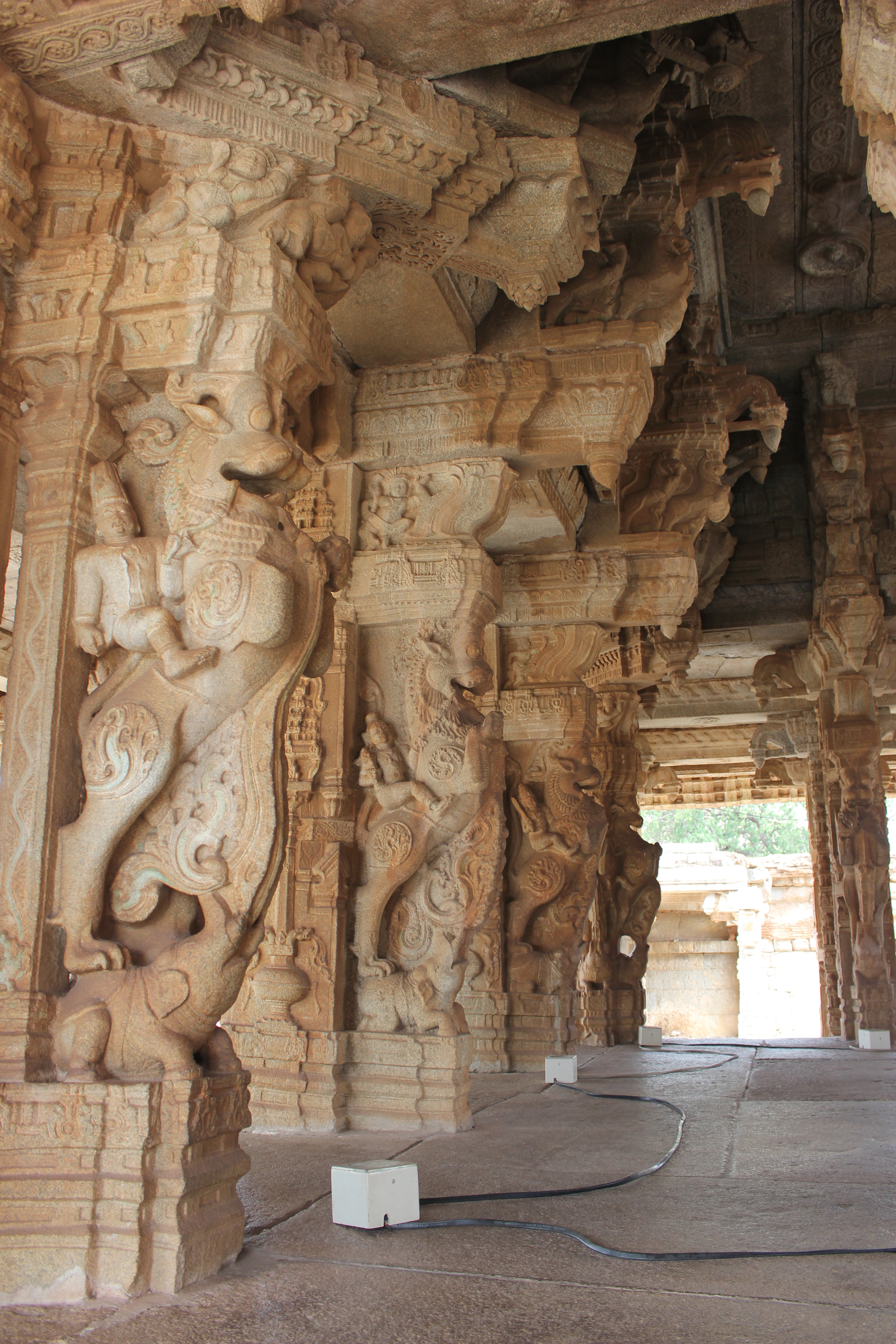
تميزت العمارة الدرفيدية بأعمدة يالي.

العمارة الدرفيدية أو أسلوب المعبد الهندي الجنوبي هي عبارة عن اصطلاح معماري في عمارة المعابد الهندوسية التي ظهرت في الجزء الجنوبي من شبه القارة الهندية أو جنوب الهند وفي سريلانكا، لتصل إلى شكلها النهائي بحلول القرن السادس عشر. تتكون العمارة الدرفيدية في المقام الأول من معابد هندوسية تسيطر عليها سمة الغوبورا العالية أو البوابة، التي توجد في المعابد الكبيرة. ذُكرت العمارة الدرفيدية كواحدة من ثلاثة أنماط لبناء المعابد في الكتاب القديم الذي حمل عنوان فاستو شاسترا، وتقع غالبية الهياكل الحالية في ولايات الهند الجنوبية مثل أندرا برديش وكارناتاكا وكيرلا وتاميل نادو وتيلانغانا. تُعد الممالك والإمبراطوريات المختلفة مثل تشولا وتشيرا وكاكاتيا وبانديا وبالافا وغانغا وكادامبا وراشتراكوتا وتشالوكيا وفيجاياناغاران من بين الأمور الأخرى التي ساهمت بشكل كبير في العمارة الدرفيدية.

## لمحة تاريخية
كان الملك يُعتبر في جميع أنحاء تاميلاكام إلهًا وله على أهمية دينية. كان الملك «ممثل الله على الأرض» وعاش في «كويل» وهو ما يعني «سكن الله». كويل هي كلمة تاميل الحديثة للمعبد. قُدمت العبادة الرمزية للملوك أيضًا. تُشير الكلمات الأخرى بمعنى الملك مثل («كو» و«كينغ» و«إيراي» و«إمبراطور» و«آنديفار» و«الفاتح») إلى الله بشكل أساسي. تُشير تولكابيار إلى الملوك الثلاثة المتوجين باسم «الثلاثة الذين تمجدهم السماوات».
أدى مفهوم الملكية الإلهية في الجنوب الناطق بالدرفيدية إلى تولي الأدوار الرئيسية من قبل الدولة والمعبد.
يُقدر أن نصوص الماياماتا والمناسارا شيلبا كانت متداولة بحلول القرن الخامس وحتى القرن السابع الميلادي، وهي دليل إرشادي عن الأسلوب الدرفيدي في تصميم فاستو شاسترا وفي البناء والنحت وأعمال النجارة. إيزانازيفاغوروديفا باداتي هو نص آخر من القرن التاسع يصف فن البناء في الهند جنوب ووسط الهند، يُعد بريهات سامهيتا الذي كتبه فيرهاميهيرا، دليل السنسكريتية القديم الذي استُخدم على نطاق واسع في شمال الهند، منذ القرن السادس وهو يصف تصميم وبناء أسلوب ناغارا في المعابد الهندوسية. تعتمد كل من العمارة الدرفيدية التقليدية والرمزية على أغاماس. الأغاماس ليست فيدية في الأصل وأُرخت إما كنصوص ما بعد الفيدية أو كتركيبات ما قبل الفيدية. الأغاماس هي مجموعة من الكتب المقدسة التاميلية والسنسكريتية، تشكل بشكل رئيسي طرق بناء المعبد وخلق مورتي ووسائل عبادة الآلهة والمذاهب الفلسفية والممارسات التاملية وتحقيق الرغبات السداسية والأنواع الأربعة من اليوغا.

### التكوين والهيكل
تتكون معابد تشولا بشكل ثابت تقريبًا من الأجزاء الثلاثة التالية، مرتبة بأشكال مختلفة ولكنها تختلف فيما بينها فقط وفقًا للزمن الذي نُفذت فيه:
1. الشرفات أو المانداباس التي تُغطي دائمًا الباب المؤدي إلى الزنزانة.
2. أهرام البوابة، الغوبوراس، وهي السمات الرئيسية في المرفقات رباعية الزوايا التي تحيط بالمعابد البارزة. الغوبوراس شائعة جدًا في المعابد الدرفيدية.
3. تُستخدم القاعات ذات الأعمدة (شولتريس أو الشواديس) لأغراض عديدة وهي المرافقات الثابتة لهذه المعابد.

إضافة إلى ذلك، يحتوي معبد جنوب الهند عادة على مستوعب يُسمى كالياني أو بوشكارني، يُستخدم لأغراض مقدسة أو لاستراحة الكهنة، إذ يجري إرفاق مساكن لجميع درجات الكهنوت ومبان أخرى للدولة أو للاستراحات.

## التأثير من فترات زمنية مختلفة
أثرت في جنوب الهند سبع ممالك وإمبراطوريات على العمارة خلال أوقات زمنية مختلفة:

### فترة سانغام
منذ 300 قبل الميلاد وحتى 300 ميلادي. تضمنت أعظم إنجازات ممالك تشولا المبكرة وتشيرا وبانديان، مزارات من الطوب صُنعت لآلهة كارتيكيا وشيفا وعمان وفيشنو. اكتُشف العديد منها بالقرب من أديتشنلور وبهار وماهاباليبورام، وقد ذُكرت العديد من تفاصيل هذه الأبنية في قصائد مختلفة من أدب سانغام. اكتُشف أحد هذه المعابد وهو معبد سالوفانكابوم موروكان، في عام 2005. المعبد مكون من ثلاث طبقات. الطبقة الدنيا، التي تتكون بدورها من مزار من الطوب، يُعد واحدًا من الأقدم من هذا النوع في جنوب الهند، إلى جانب كونه أقدم ضريح عُثر عليه مخصص لموروكان. هو أيضًا واحد من مزارين فقط من الطوب قبل معابد بالافا الهندوسية التي عُثر عليها في الولاية، والآخر هو معبد فيتريروندها بيرومال في فيباثار لعبادة الإله فيشو. توسعت سلالات تاميلاكام في العصور الوسطى المبكرة وأنشأت إضافات هيكلية للعديد من هذه الأضرحة المبنية من الطوب. يرجع تاريخ منحوتات الفن المثيرة والطبيعة والآلهة من معبد ميناكشي ومعبد رانجاناثسوامي إلى فترة سانغام.

### بالافا
حكم البافالا منذ (275- 900) ميلادي، وأكبر إنجازاتهم كان تشييد المعابد الصخرية الوحيدة في ماهاباليبورام وعاصمتهم كانشيبورام الواقعة في تاميل نادو اليوم.
تُعد المعابد الحجرية التي تعود للفترة بين 610 و690 ميلادي والمعابد الهيكلية بين 690- 900 ميلادي، من أوائل الأمثلة على إنشاءات البافالا. من أعظم إنجازات البافالا المعمارية، مجموعة من الآثار الصخرية في ماهاباليبورام، والتي تُعد أحد مواقع التراث العالمي لليونسكو بما فيها معبد شور. تشمل هذه المجموعة القاعتين المحفورتين من دون سقف خارجي، باستثناء الصخور الطبيعية والأضرحة المتجانسة، إذ تُقطع الصخور الطبيعية بالكامل وتُنحت لإعطائها شكل السقف الخارجي. خُصصت المعابد المبكرة في الغالب لشيفا. يُعرف معبد كايلاساناثا أيضًا باسم راجاسيمها بالافيسوروم في كانشيبورام الذي بناه ناراسيمهافارمان الثاني المعروف أيضًا باسم راجاسيمها وهو مثال جيد لمعبد على نمط البافالا.